# Sättmaskin

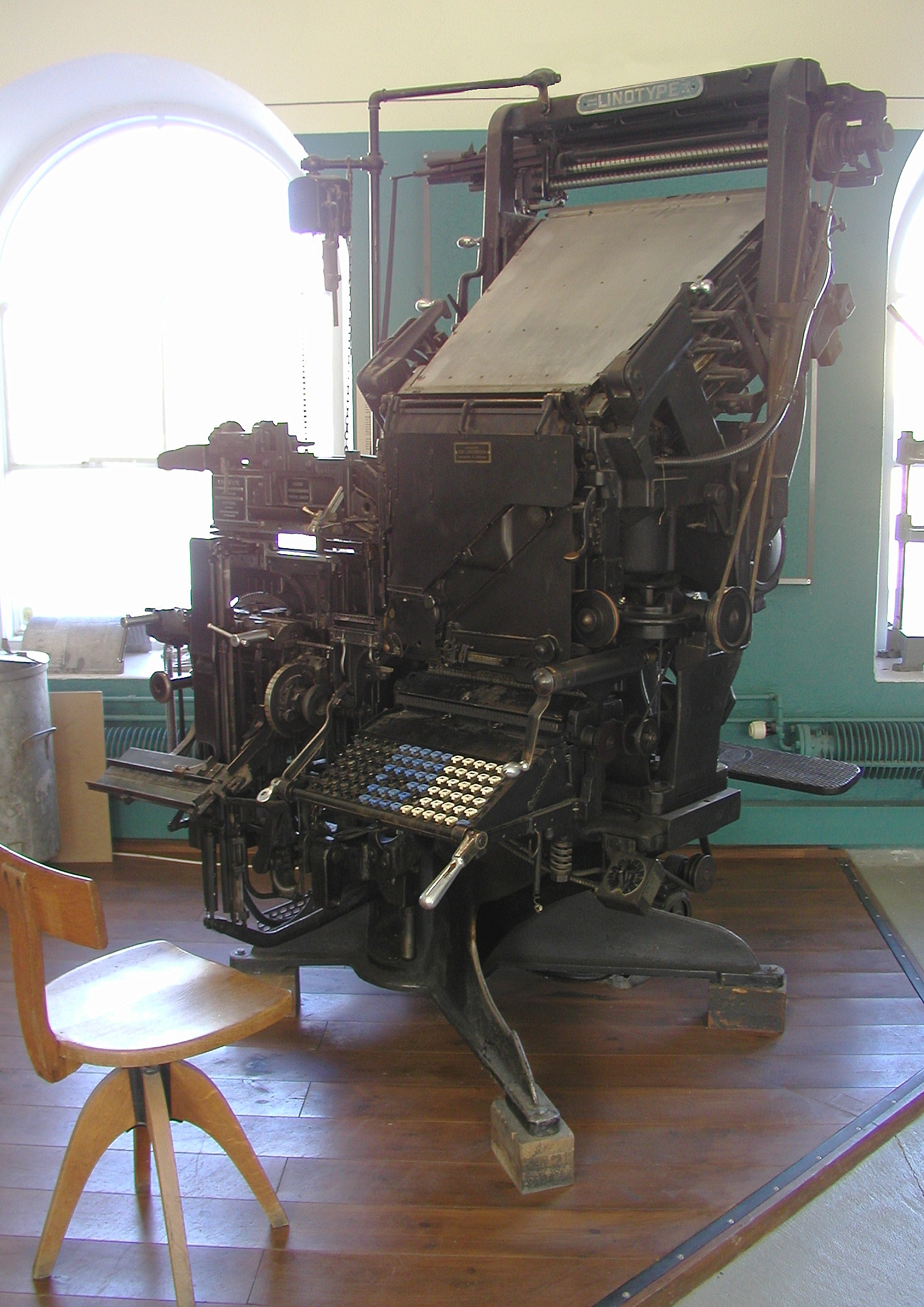
Linotype sättmaskin, använd i Eskilstuna till år 1987.

En sättmaskin är en maskin som på mekanisk väg åstadkommer färdiga rader i bly för tryckning av böcker och tidningar. Metoden ersatte den tidigare mera tidsödande sättningen för hand. Sättmaskinen har numera helt försvunnit och ersatts först av fotosättning och sedan av datorer.

## Typsättningsmaskin
En typsättningsmaskin är en äldre variant av sättmaskinen där texten sattes ihop med lösa typer. Då tangenten motsvarande en viss bokstav trycks ned förs motsvarande typ ned från en behållare och bildar på så sätt text. Med typsättningsmaskiner kunde man sätta 5 000-7 000 bokstäver i timmen, jämfört med 1 500-2 000 vid sättning för hand. De flesta typsättningsmaskiner kunde dock lätt komma i olag på grund av den invecklade mekanismen och krävde ett varsamt handlag.

## Radgjutningsmaskiner
I radgjutningsmaskiner gjuts sammanhängande rader av metall, vanligen en legering av 84 % bly, 12 % antimon och 4 % tenn. Tecknen bärs av lösa matriser som ligger i kanaler i ett magasin överst på maskinen. När man trycker på en tangent faller en matris ner i en s.k. samlarelevator där matriserna samlas tills en rad är fylld. Mellan orden sätts kilar. När en matrisrad är färdig går raden vidare till gjutning. Kilarna trycks in under gjutningen så att raden slås ut till full satsbredd. Efter gjutningen förs matriserna tillbaka till magasinet. Matriserna är tandade, och varje tecken har en bestämd tandningskombination som gör att matriserna automatiskt hamnar i rätt kanal. Blyraderna kan efter tryckningen smältas ned och metallen återanvändas.